# أنطوان رابيارد
أنطوان رابيارد (بالفرنسية: Antoine Rabillard)‏ (22 سبتمبر 1995 بفرنسا - ) هو لاعب كرة قدم فرنسي في مركز الهجوم. لعب مع أولمبيك مارسيليا ونادي بيزيرز.

## وصلات خارجية
- أنطوان رابيارد على موقع قاعدة بيانات كرة القدم.إي يو (الإنجليزية)
- أنطوان رابيارد على موقع ليكيب (الفرنسية)
- أنطوان رابيارد على موقع AS.com (الإسبانية)